# Igor Alexandrowitsch Burganow

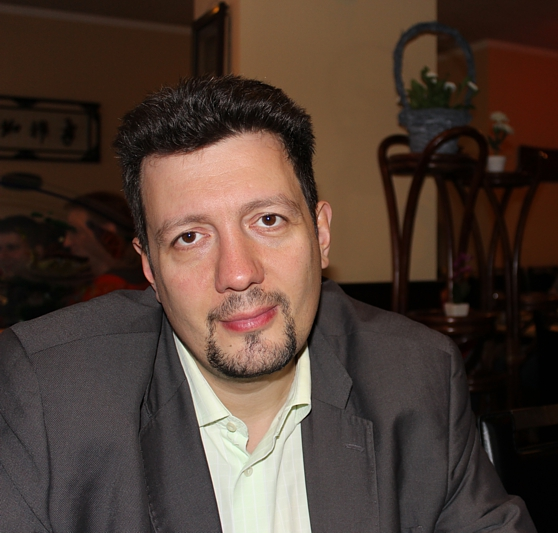
Igor Alexandrowitsch Burganow (2012)

Igor Alexandrowitsch Burganow (russisch Игорь Александрович Бурганов; * 14. Juli 1973 in Moskau) ist ein sowjetisch-russischer Bildhauer und Hochschullehrer.

## Leben
Burganow, Sohn des Bildhauers Alexander Burganow, absolvierte die Moskauer Kunst-Mittelschule und studierte an der Moskauer Staatlichen Stroganow-Kunst-Gewerbe-Hochschule bei S. N. Wolkow und seinem Vater  mit Abschluss 1994.
Nach dem Studium blieb Burganow an der Stroganow-Kunst-Gewerbe-Hochschule und lehrte dort. Er wurde 1994 Mitglied der Moskauer Union der Künstler. Er machte 1996 ein Praktikum an der Hochschule der Künste Berlin und studierte an den Goethe-Instituten Berlin und Göttingen (1996–1997). 1997–2000 war er Aspirant an der Stroganow-Kunst-Gewerbe-Hochschule. 2001 verteidigte er mit Erfolg seine Dissertation über ein kleines Museum für die Kultur der zweiten Hälfte des 20. Jahrhunderts für die Promotion zum Kandidaten der Kunstwissenschaften 2002.
2006 wurde Burganow Mitglied der Union der Moskauer Architekten. 2007 wurde er zum Korrespondierenden Mitglied der Russischen Akademie der Künste gewählt. 2009 folgte die Ernennung zum Professor. Im selben Jahr wurde er Professor der International Academy of Architecture.
Burganow leitet die Akademie der Künste Igor Burganows und ein Kunsttherapie-Zentrum.
Die Bildhauerin Marija Burganowa ist Burganows Schwester.

## Ehrungen, Preise
- Moskau-Preis für Architektur (1999) für die Realisierung des Wohnviertel-Konzepts Blauer Vogel zusammen mit dem Architekten Nikolai Wladimirowitsch Ljutomski[3]
- Verdienter Künstler der Russischen Föderation (2003)[4]

## Werke (Auswahl)

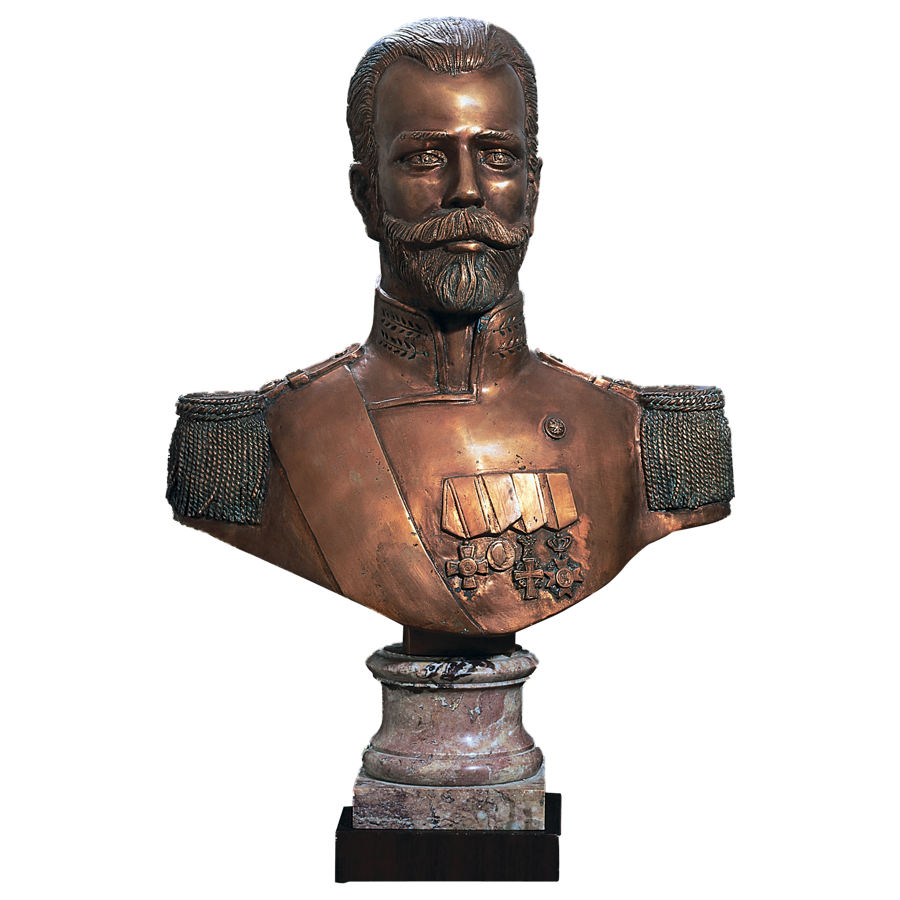
Nikolaus II. (1987)
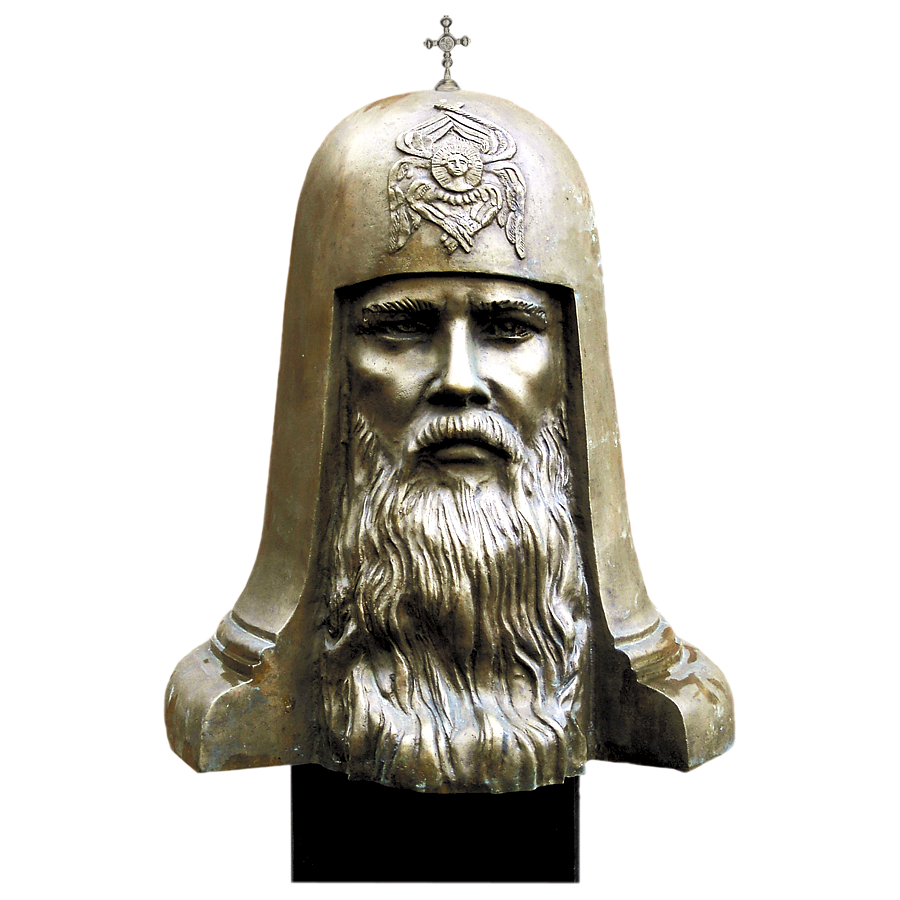
Patriarch Alexius II. (2000)
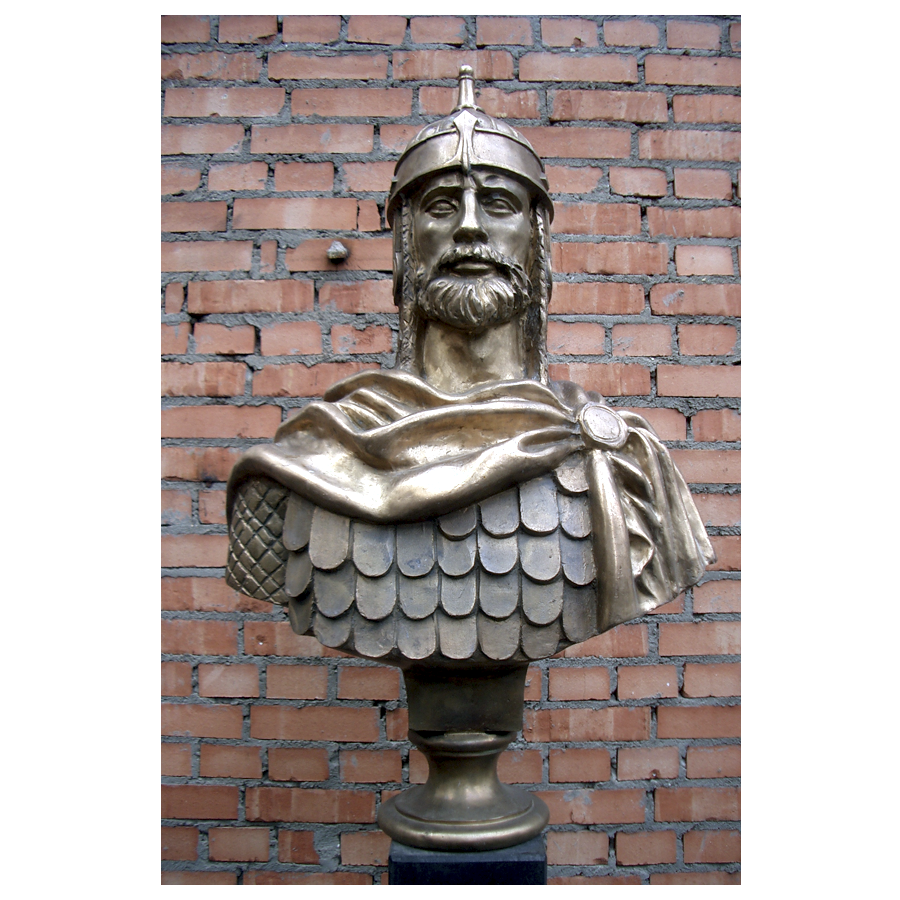
Dmitri Donskoi
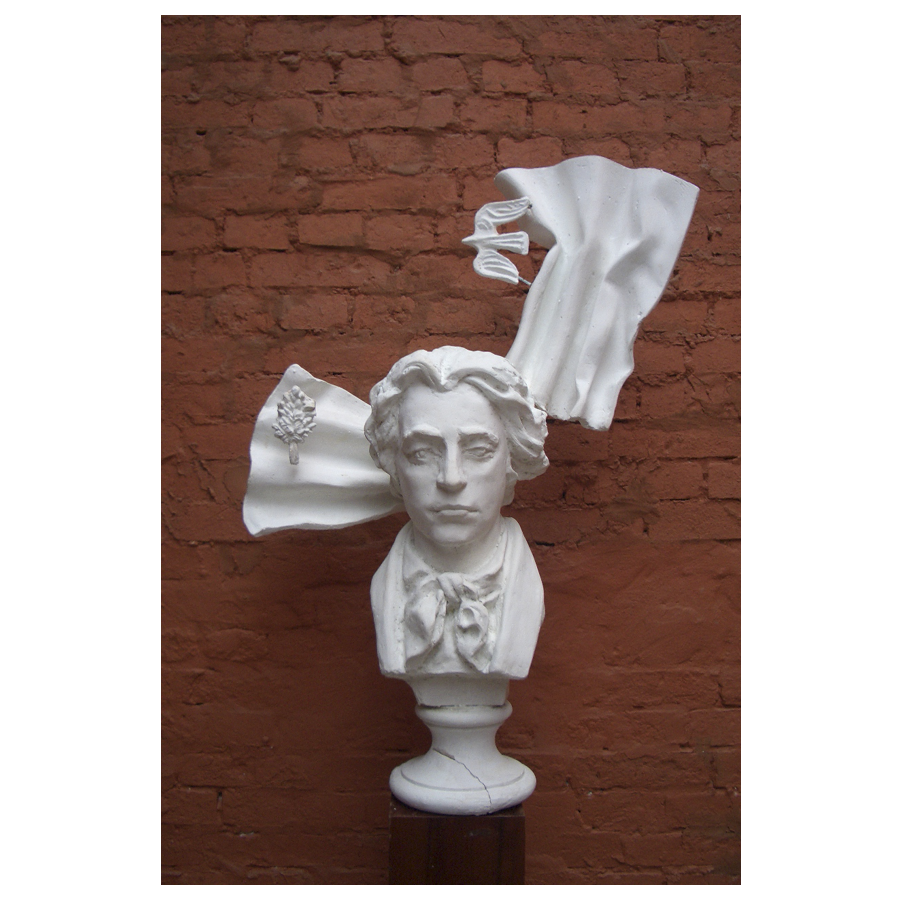
Fjodor Tjuttschew
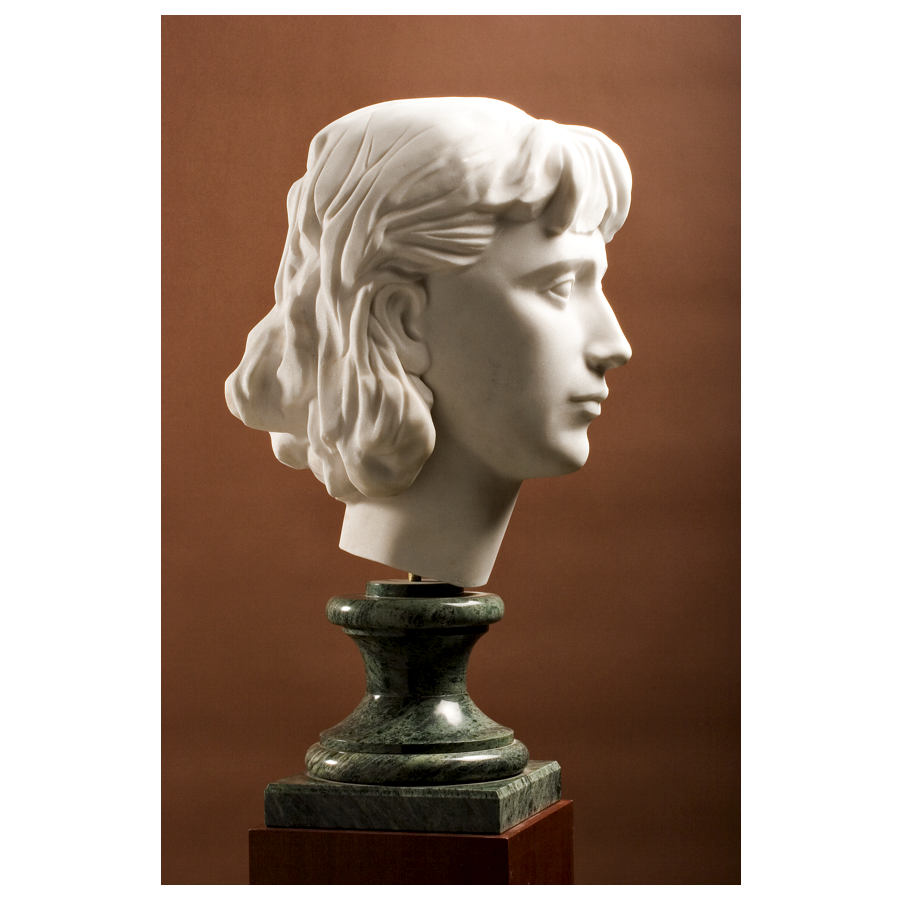
Oxana
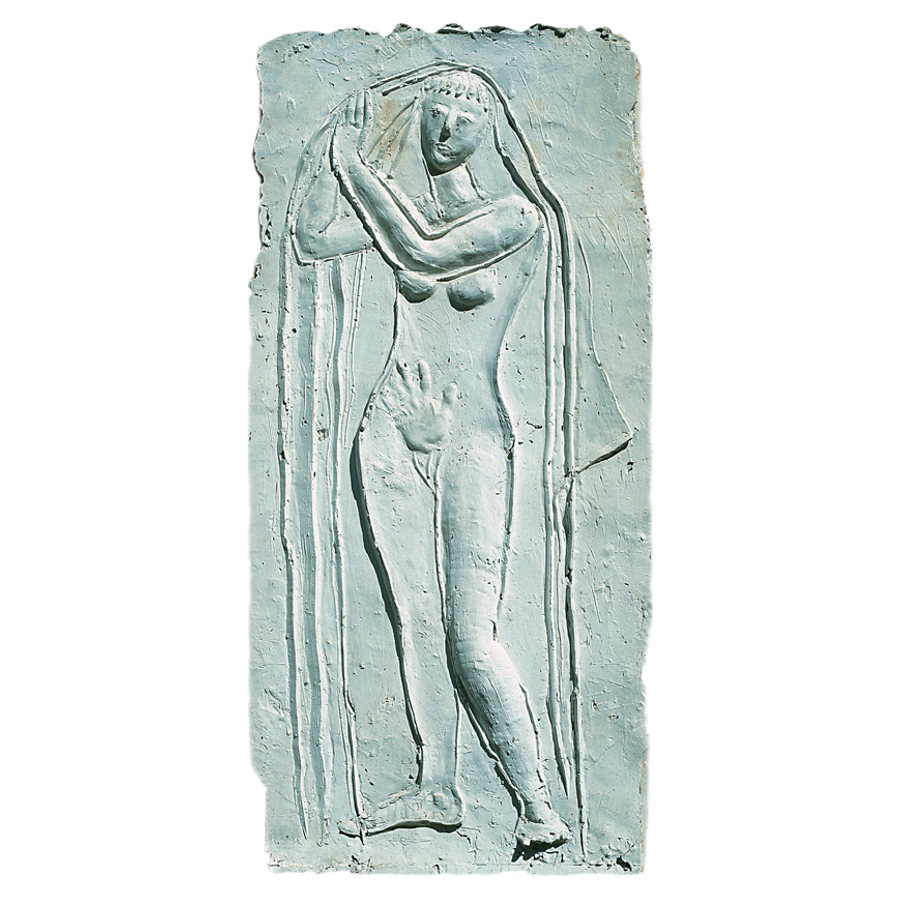
Predstojaschtschaja (1998)
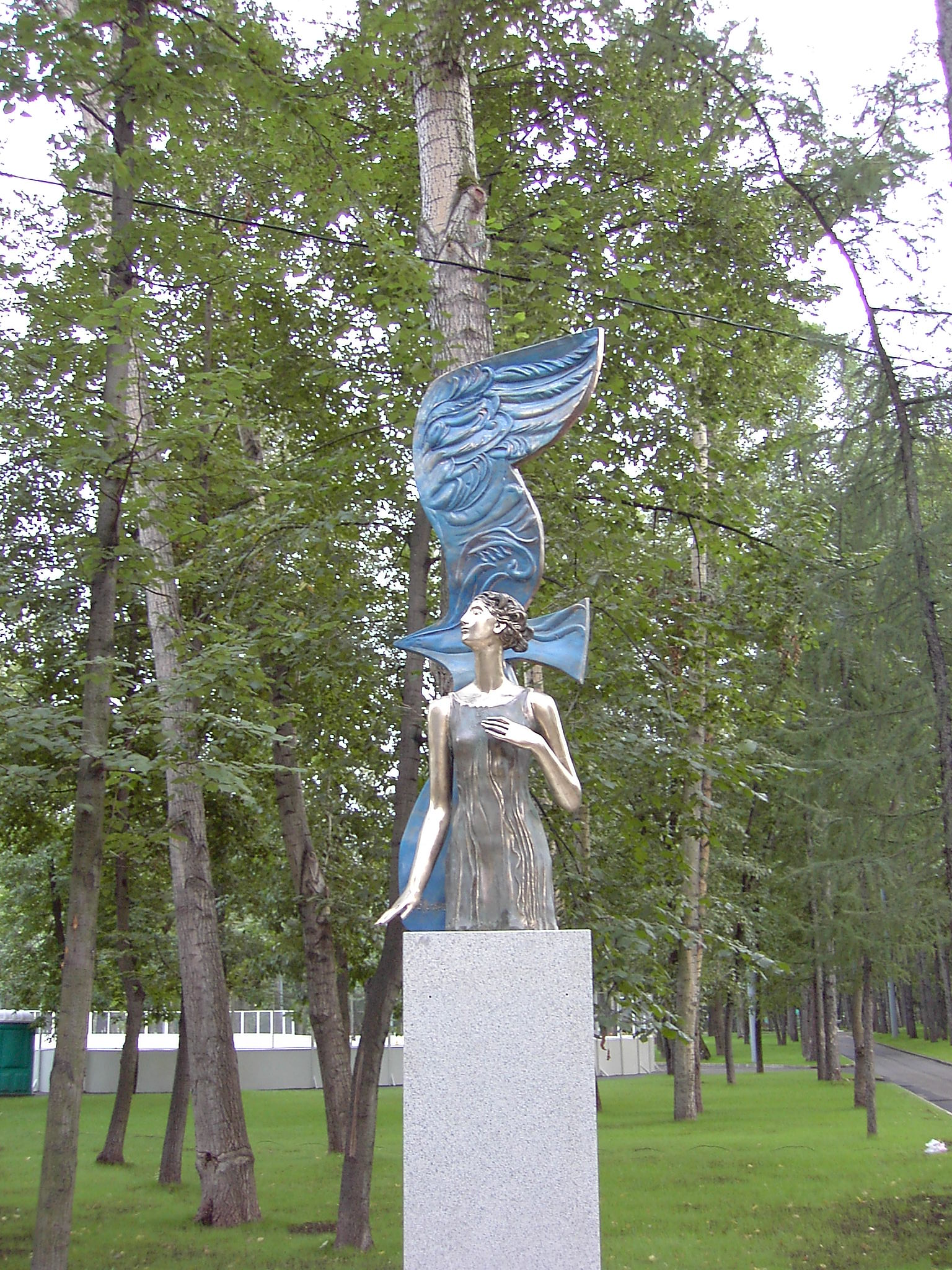
Blauer Vogel, Butowo, Moskau
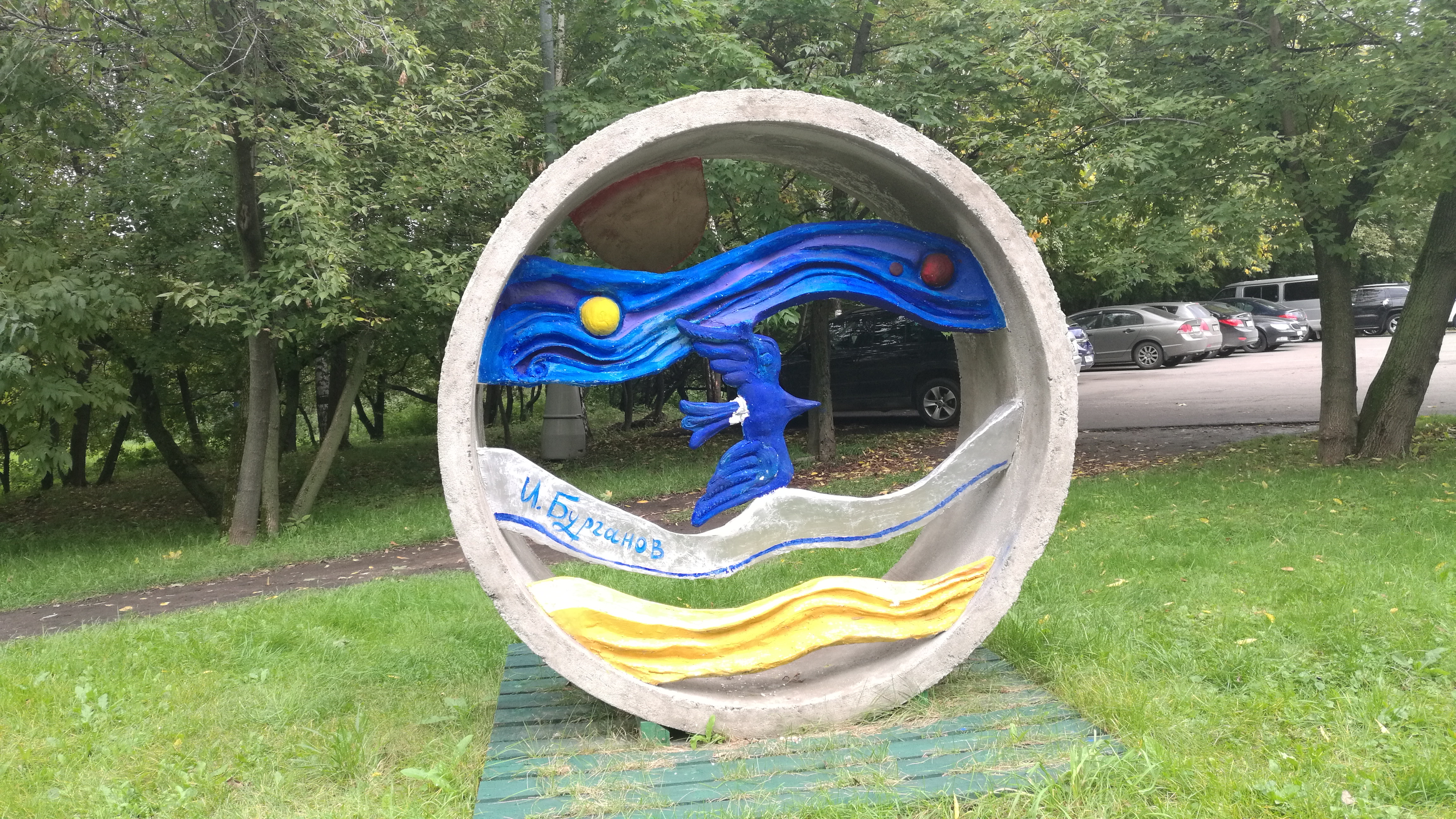
Blauer Vogel, Moskau
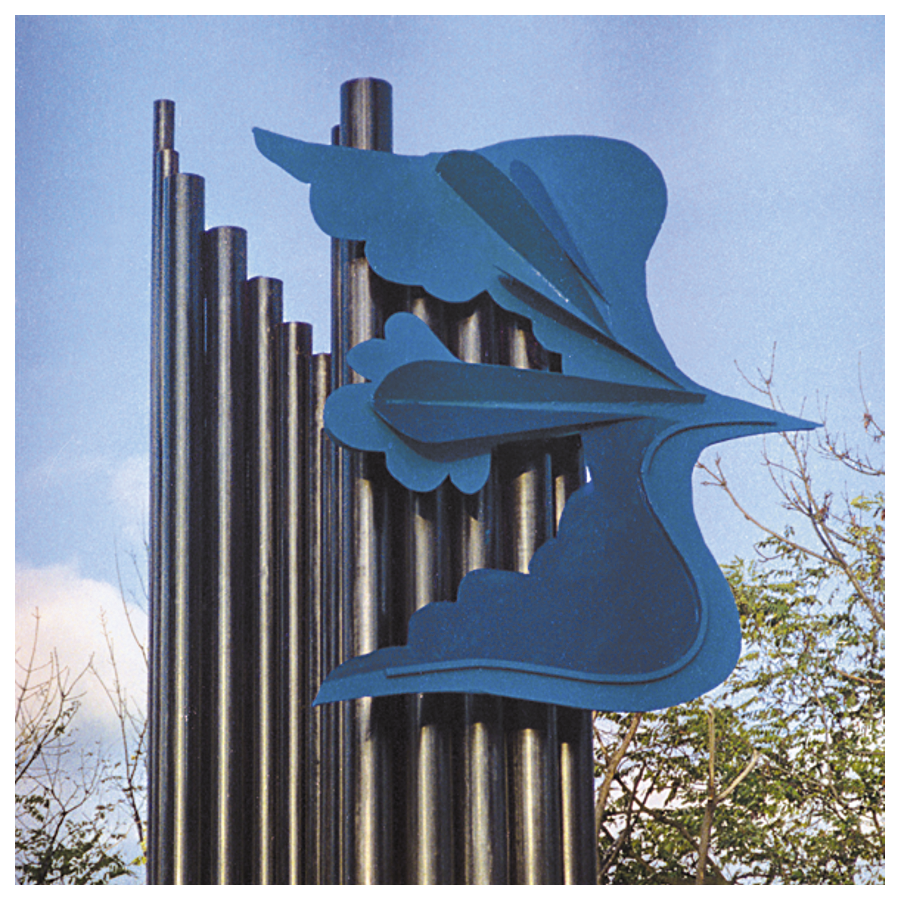
Blauer-Vogel-Denkmal für die russischen Gefallenen in Belgien (2001), Cointe
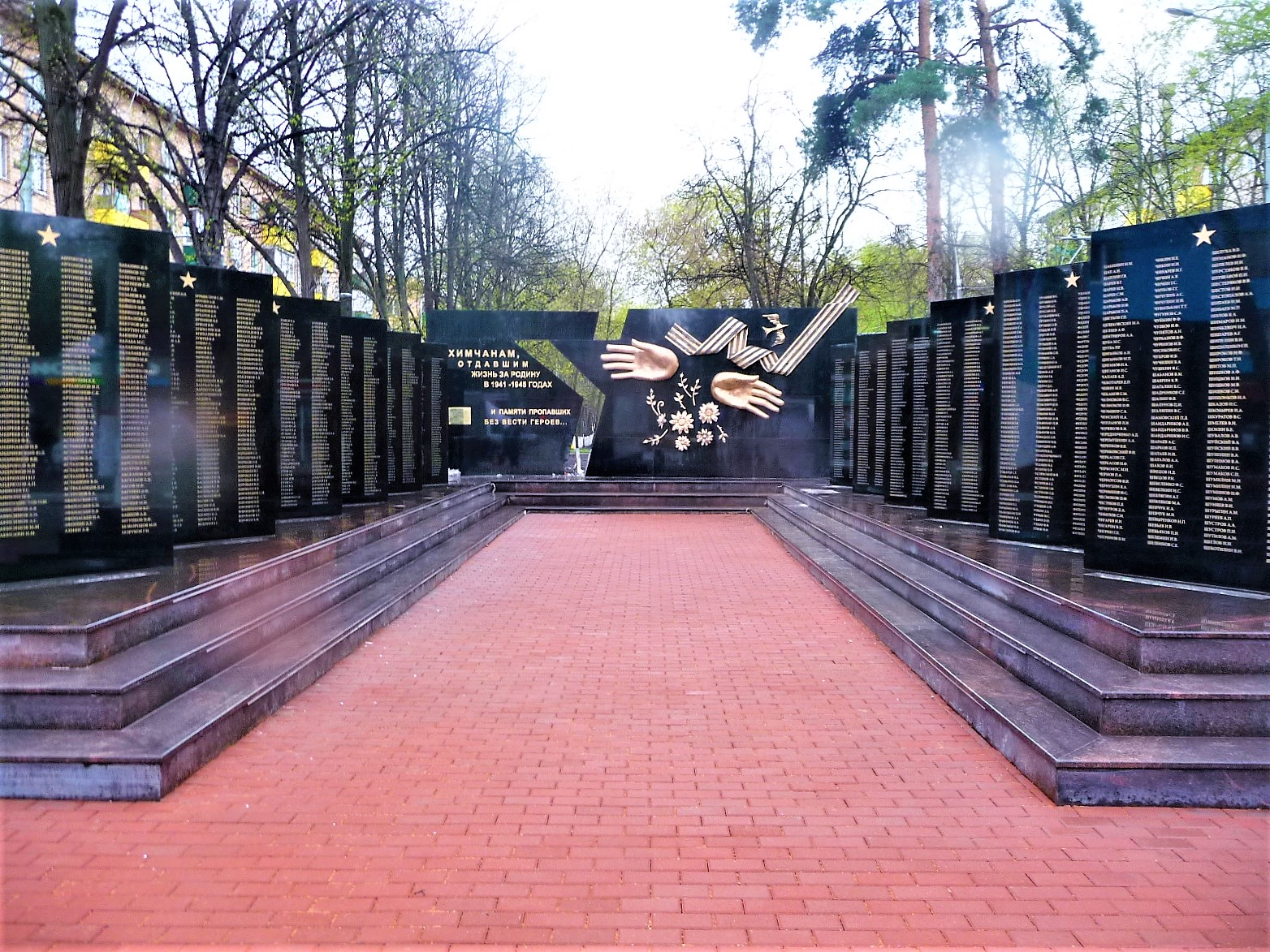
Denkmal für die Opfer des Deutsch-Sowjetischen Kriegs der Stadt Chimki (2015), Chimki
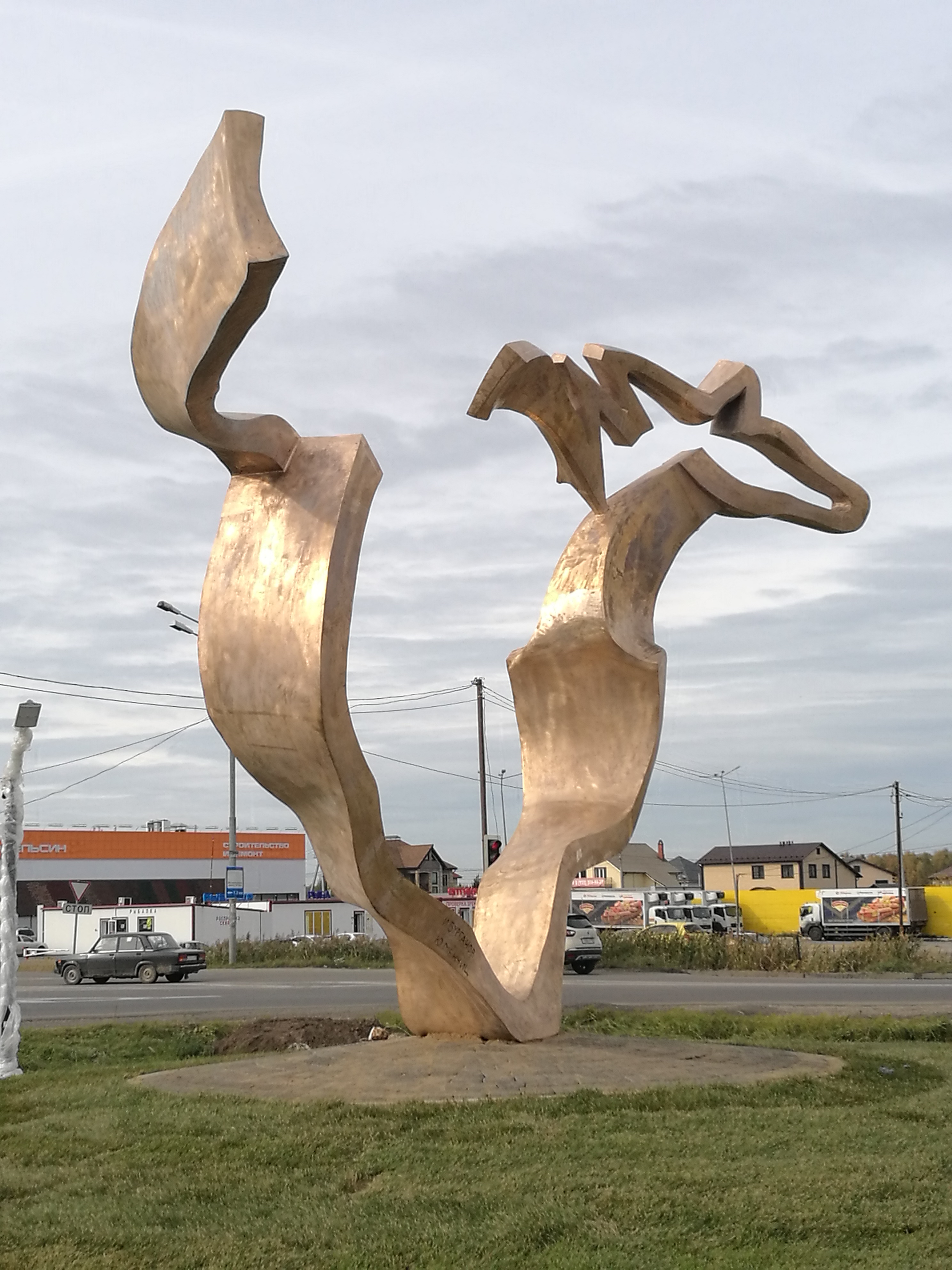
Kon (Pferd), Bronnizy
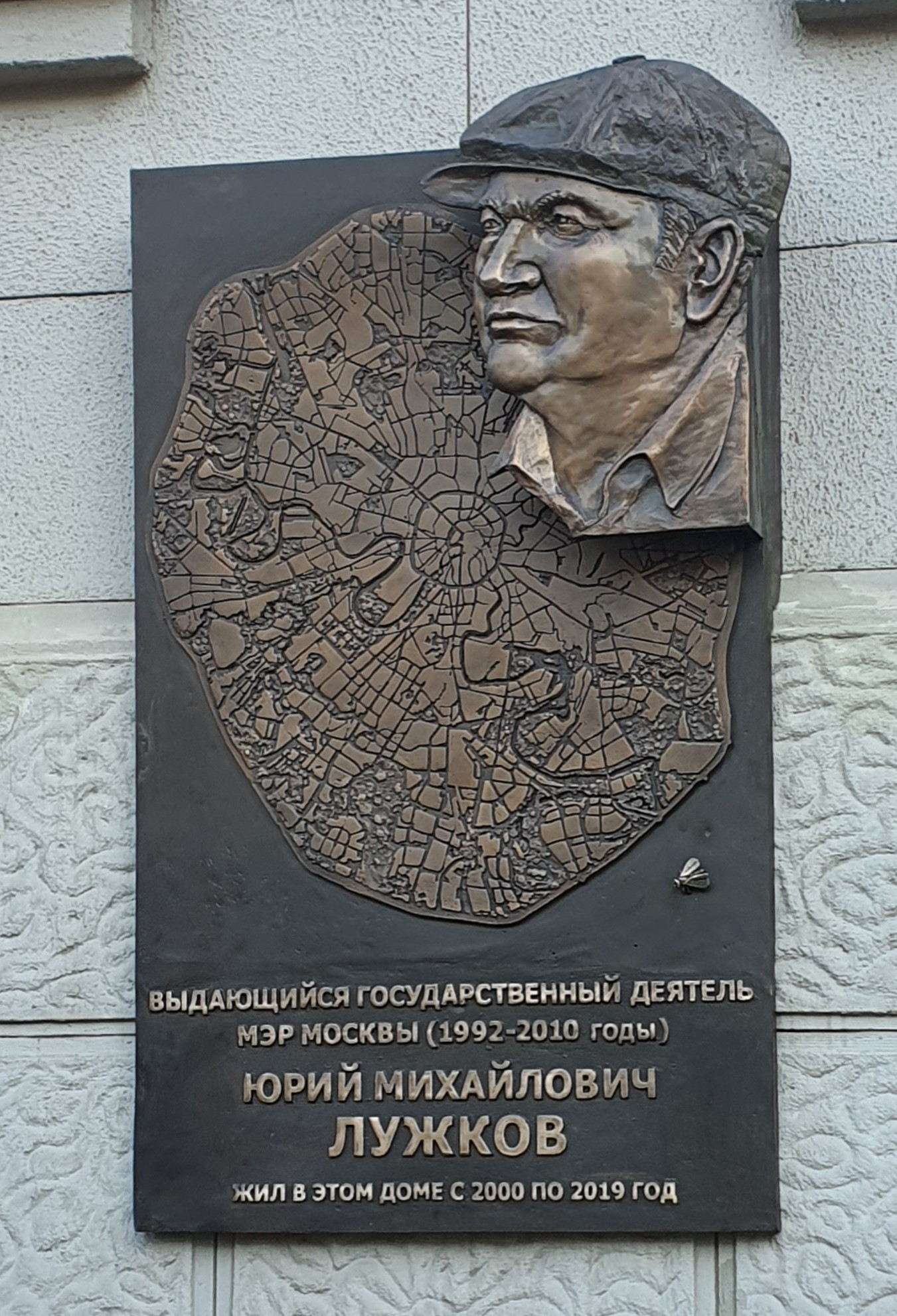
Luschkow-Gedenktafel an Luschkows Wohnhaus, Moskau
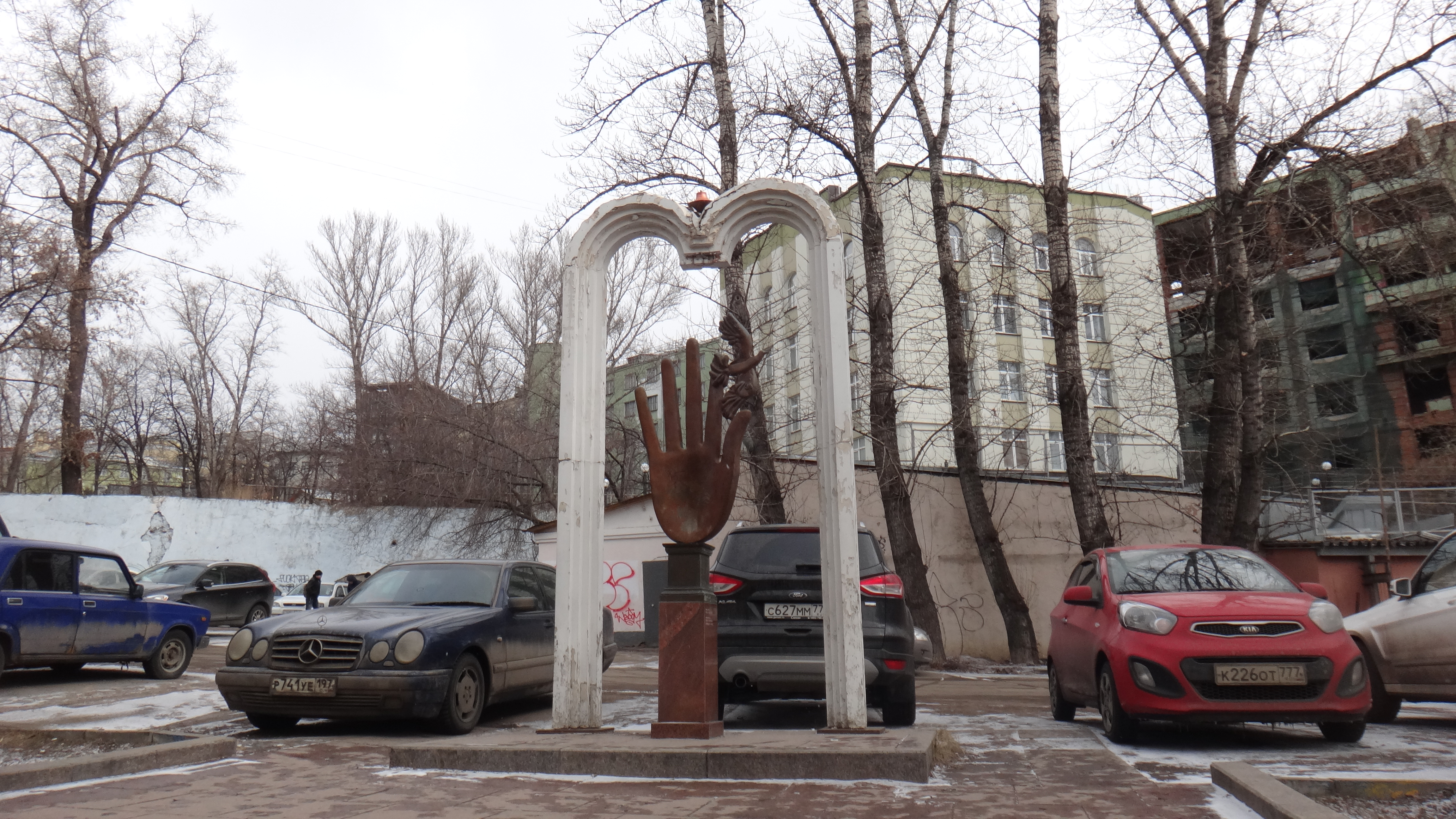
Ort der Zukunft, Gorka-Park, Rajon Basmanny, Moskau

Teppiche:

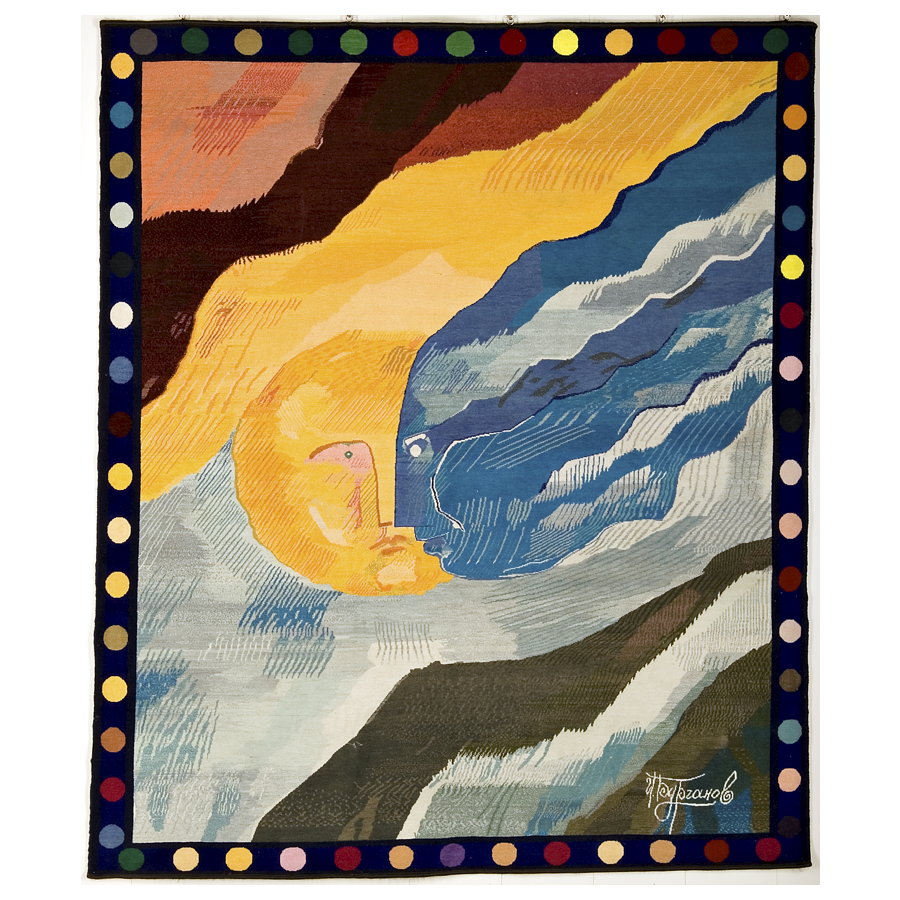
Aufgang (2004)
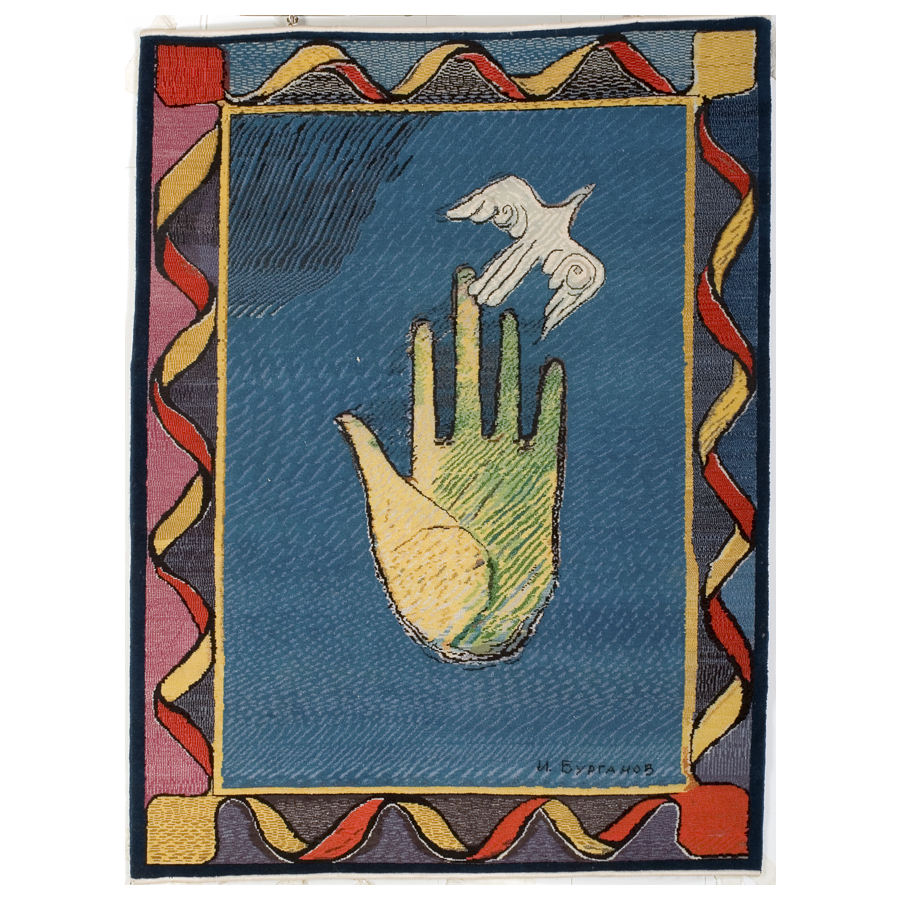
Hand (2004)
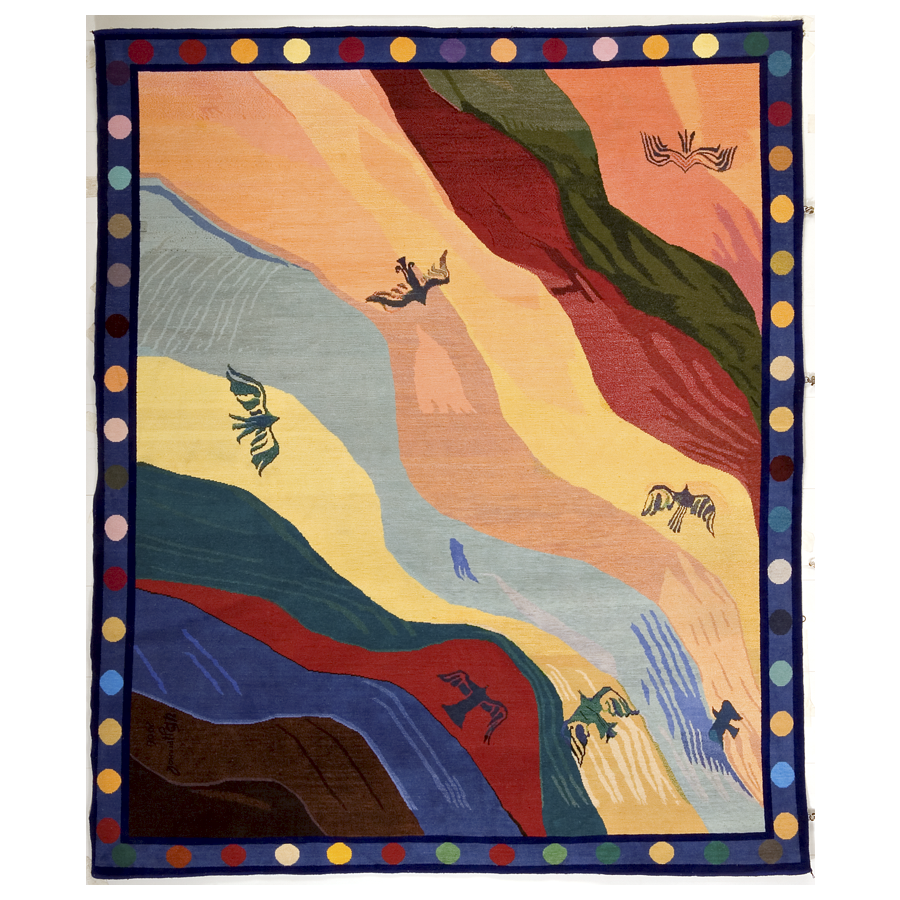
Vögel (2006)
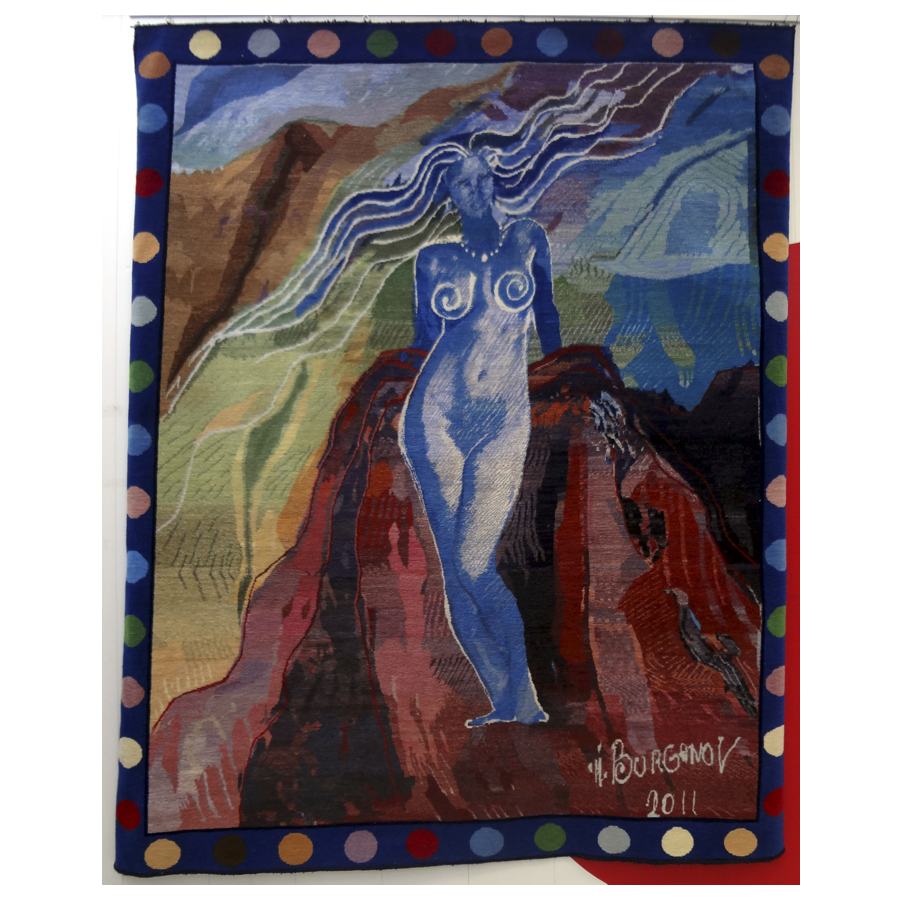
Mädchen (2011)